# Mycetophila dilatata
Mycetophila dilatata är en tvåvingeart som beskrevs av Tonnoir och Edwards 1927. Mycetophila dilatata ingår i släktet Mycetophila och familjen svampmyggor. Inga underarter finns listade i Catalogue of Life.